# Manu Dibango

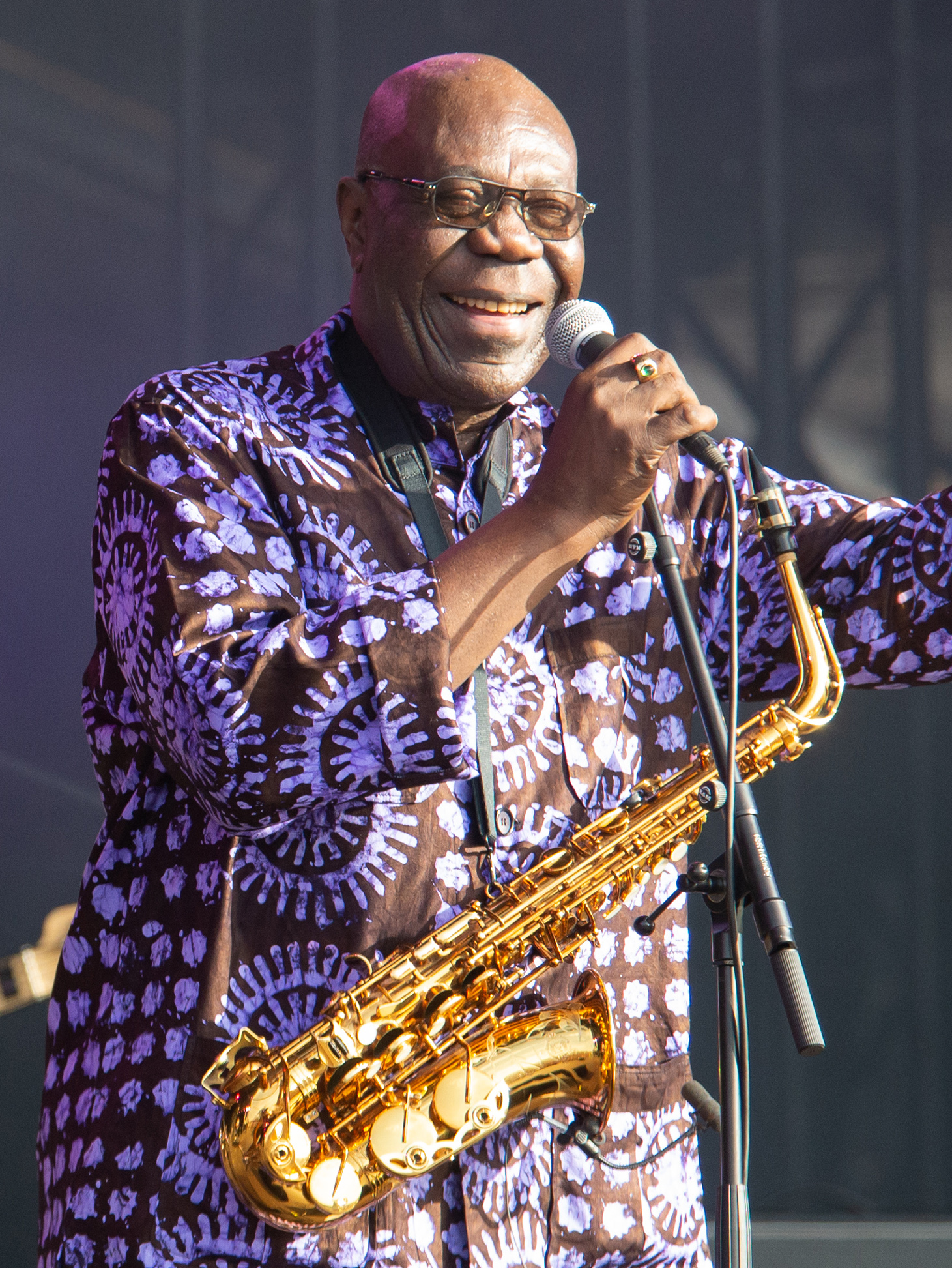
Manu Dibango (2019)

Manu Dibango (eigentlich: Emmanuel N'Djoké Dibango, * 12. Dezember 1933 in Douala, Kamerun; † 24. März 2020 in Paris) war ein kamerunischer Saxophonist, Vibraphonist, Pianist und Sänger. Er entwickelte durch die Verbindung von Jazz mit traditioneller kamerunischer Musik und der populären kamerunischen Tanzmusik Makossa einen eigenen Musikstil.

## Leben und Wirken
Manu Dibango wurde in Douala in ein protestantisch geprägtes Umfeld geboren. Er gehörte wie sein Vater zur Ethnie der Yabassi, während seine Mutter eine Duala war. Als Schüler entdeckte er in Chartres während der 1950er Jahre den Jazz für sich und lernte das Klavierspiel. In Reims, wo er sich auf sein Baccalauréat vorbereitete, begann er mit dem Saxophon und fing an, in Nachtclubs aufzutreten, zum großen Verdruss seines Vaters, der ihm daraufhin 1956 den Unterhalt strich.
Verschiedene Verträge führten ihn nach Brüssel, wo er seine spätere Frau Coco kennenlernte, nach Antwerpen und Charleroi. Während dieser Zeit „afrikanisierte“ sich sein Jazzstil durch den Kontakt mit dem kongolesischen Milieu, das in Belgien infolge der Zuwanderung aus der Demokratischen Republik Kongo vor und nach deren Unabhängigkeit 1960 entstand. Joseph Kabasélé engagierte ihn für sein Orchester Le Grand Kallé et l’African Jazz und nahm mit ihm zahlreiche Platten auf, die in Afrika großen Erfolg hatten und sie nach Léopoldville führten, wo Dibango 1962 den Twist populär machte. Die Rückkehr nach Kamerun hingegen erwies sich als schwierig und Manu Dibango ging aufs Neue nach Frankreich.
Er hatte Engagements bei Dick Rivers und Nino Ferrer, großen Namen jener Zeit, aber erst nach 1969 konnte er mit Aufnahmen eigener Kompositionen an seine afrikanischen Erfolge anknüpfen.

### Soul Makossa
1972 eroberte er mit Soul Makossa (eigentlich die B-Seite der Single Mouvement Ewondo) in den Vereinigten Staaten die Charts. Es war der erste Number-One Hit eines afrikanischen Musikers in den USA, was Dibango zu einer ersten Tournee veranlasste, auf der er zahlreiche Kontakte zu schwarzen Musikern des Landes knüpfen konnte. Inspiriert durch afrikanische Stammesmusik und im Kontrast dazu von europäischen Kirchenklängen, animiert vom Jazz und Soul aus Amerika, gelang ihm mit dem Album nach Auffassung des Londoner Magazins City Limits eine „glatte, wirkungssichere Tanzclub-Musik mit griffiger Saxophonverbrämung“. Er fusionierte dabei traditionelle Rhythmen Kameruns, nigerianischen Highlife-Pop, kongolesischen Folk, lateinamerikanischen Cha-Cha-Cha und Funk-, Reggae-, Hip-Hop und Bebop-Jazz-Sound.
Mit Soul Makossa wurde außerdem der Musikstil Makossa außerhalb Kameruns bekannt. Von einigen wird das Stück darüber hinaus als wegweisend für die Entstehung der Disco-Musik betrachtet. Der Refrain „mama-se, mama-sa, ma-ma-ko-ssa“, wurde 1982 von Michael Jackson in seinem Song Wanna Be Startin’ Somethin’ benutzt, 2006 in dem ebenfalls erfolgreichen Song Don’t Stop the Music von Rihanna; gegen beide Sänger reichte Manu Dibango Copyright-Klagen ein. Der Song wurde auch auf dem 1997 entstandenen Album The Carnival von Wyclef Jean gesampelt. Manu Dibango coverte 1994 den Song Biko von Peter Gabriel auf seinem Album Wakafrika. In Dibangos Version spielten auch Gabriel, Sinéad O’Connor, Ladysmith Black Mambazo, Geoffrey Oryema, Francis Mbappe und Alex Brown mit.
Damit kam eine Karriere in Gang, die ihn weltweit bekannt machte. Besonders der Boom der Weltmusik in den 1990er Jahren förderte seine Popularität und führte ihn auf zahlreiche Tourneen. Manu Dibango hat im Laufe seiner Karriere mit zahlreichen Musikern gearbeitet, dazu zählen Fela Kuti, Herbie Hancock, Bill Laswell, Bernie Worrell, Youssou N’Dour und die Reggae-Musiker Sly & Robbie. 2013 legte er seine Erinnerungen unter dem Titel Balade en saxo dans les coulisses de ma vie (Éditions de l’Archipel) vor.
Vom Africa Festival Würzburg bekam er für sein musikalisches Lebenswerk 2006 den Africa Festival Award.

### Persönliches
Dibango starb am 24. März 2020 in einem französischen Krankenhaus im Alter von 86 Jahren an den Folgen von COVID-19. Er wurde am 29. März in Paris beerdigt.
Dibangos Sohn, Lee-James Edjouma, ist unter dem Künstlernamen James BKS als African Hip Hop Sänger und Produzent international bekannt.

## Gesellschaftliches Engagement
Seine gesamte Karriere hindurch setzte Dibango sich intensiv für die Belange des afrikanischen Kontinents ein und war um kulturellen Austausch bemüht. Dafür wurde er 2004 von der UNESCO als „Künstler für den Frieden“ ausgezeichnet.

## Diskographie in Auswahl
- Soul Makossa (1972) Unidisc
- O Boso (1973) Polygram Records
- Makossa Man (1974) Atlantic Records
- Makossa Music (1975)
- Manu 76 (1976) PolyGram Records
- Super Kumba (1976) Decca Records/PolyGram Records
- Ceddo O.S.T (1977) Fiesta Records
- A l’Olympia (1978) Fiesta Records
- Afrovision (1978) Mango Records/Island/PolyGram Records
- Sun Explosion (1978) Decca/PolyGram Records
- Gone Clear (1980) Mango Records/Island/PolyGram Records
- Ambassador (1981) Mango Records/Island/PolyGram Records
- Waka Juju (1982) Polydor/PolyGram Records
- Mboa (1982) Sonodisc/Afrovision
- Electric Africa (1985) Celluloid Records
- Afrijazzy (1986)
- Deliverance (1989) Afro Rhythmes
- Happy Feeling (1989) Stern’s Africa
- Rasta Souvenir (1989) Disque Esperance
- Polysonik (1992)
- Live ’91 (1994) Stern’s Music
- Wakafrika (1994) Giant Records/Warner Bros. Records
- African Soul – The very best of Manu Dibango (1997) Mercury (France)/PolyGram
- CubAfrica (with Eliades Ochoa) (1998)
- Gone Clear (1998)
- Mboa’ Su (2000) (JPS Production)
- Manu Dibango joue Sidney Bechet – Hommage à la Nouvelle-Orléans (2007) Cristal Records
- Past Present Future (2011)
- Balade en saxo (2013)

### Musikbeispiele
- Manu Dibango: Soul Makossa (Official Lyric Video) auf YouTube
- Manu Dibango: Soul Makossa (Archive INA) auf YouTube